# Brebachtal und Baumer Berg
Das Naturschutzgebiet Brebachtal und Baumer Berg liegt auf dem Gebiet der Stadt Radevormwald im Oberbergischen Kreis in Nordrhein-Westfalen. Allerdings verläuft hier die Grenze zwischen Ennepetal im Ennepe-Ruhr-Kreis und Radevormwald überwiegend in der Mitte des Brebaches. Das Naturschutzgebiet erstreckt sich entlang dem Breebachtal zwischen der Hofschaft Brebach im Süden und der Ortschaft Griesensiepen im Norden, wo der Brebach in den Spreeler Bach mündet. Das 21 ha große Spreeler Bachtal wurde zeitgleich ebenfalls unter Naturschutz gestellt (Kennung GM-132).

## Beschreibung
Das Fachinformationssystem des Landesamtes für Natur, Umwelt und Verbraucherschutz beschreibt das Brebachtal im Biotopkataster wie folgt:

„Der Bachlauf ist ca. 1–1,5 m breit und weist im mittleren Abschnitt überwiegend einen naturnah mäandrierenden Verlauf auf. Innerhalb des Waldbestandes bis zur Fischteichanlage verläuft der Bach auf Oberbergischem Kreisgebiet überwiegend am Hangrand des Baumer Berges. Entsprechend reichen die Buchenwaldbestände an den Bach heran. Jenseits der Kreisgrenze schliesst sich ein Bach-Erlenwaldstreifen an. Die Hänge werden von bodensauren (Eichen-)Buchenwäldern bestockt. In der Strauchschicht ist meist Ilex vertreten. Stellenweise sind Fichten eingestreut. In einigen Parzellen dominieren Eichen, dabei ist in diesen lichteren Beständen Drahtschmiele und Adlerfarn aspektbestimmend. In den steileren Hangpartien treten im Wald kleinere Felsen zutage. Am Südostrand des Baumer Berges verläuft die alte Landwehr. Im Westen der Fläche wurde der Bach im Grünland begradigt und an den Auenrand verlegt. Stellenweise sind Erlen vorhanden. Hier befindet sich auch ein Beton-Querwerk. Oberhalb der Fischteichanlage verläuft der Bach mehr oder weniger begradigt durch ein schmales Tälchen mit Feuchtbrachen. Der oberer Bereich bis Brebach wird intensiv beweidet.“

Das Naturschutzgebiet ist Heimat vieler Pflanzenarten, von den hier hervorgehoben seien: Gewöhnlicher Blutweiderich (Lythrum salicaria), Echtes Mädesüß (Filipendula ulmaria), Sumpf-Dotterblume (Caltha palustris), Gewöhnlicher Gilbweiderich (Lysimachia vulgaris), Gemeine Pestwurz (Petasites hybridus), Kuckucks-Lichtnelke (Lychnis flos-cuculi), Sumpf-Veilchen (Viola palustris), Sumpf-Schafgarbe (Achillea ptarmica) und Sumpf-Helmkraut (Scutellaria galericulata). Unter den Vogelarten, die im Gebiet heimisch sind, ist das Vorkommen des Neuntöters (Lanius collurio) bemerkenswert.

## Schutzziele
Die Schutzausweisung erfolgt zur Erhaltung und Entwicklung eines strukturreichen Bachtales mit naturnahen Fließgewässerabschnitten, Feuchtbrachen und landschaftsraumtypischen Buchenwaldbeständen als Vernetzungsbiotop und Lebensraum für bedrohte Tier- und Pflanzenarten.

## Wanderwege
Durch das Naturschutzgebiet verläuft der Wappenweg – Rund um Ennepetal – und der mit X (28) gekennzeichnete Wanderweg des SGV.

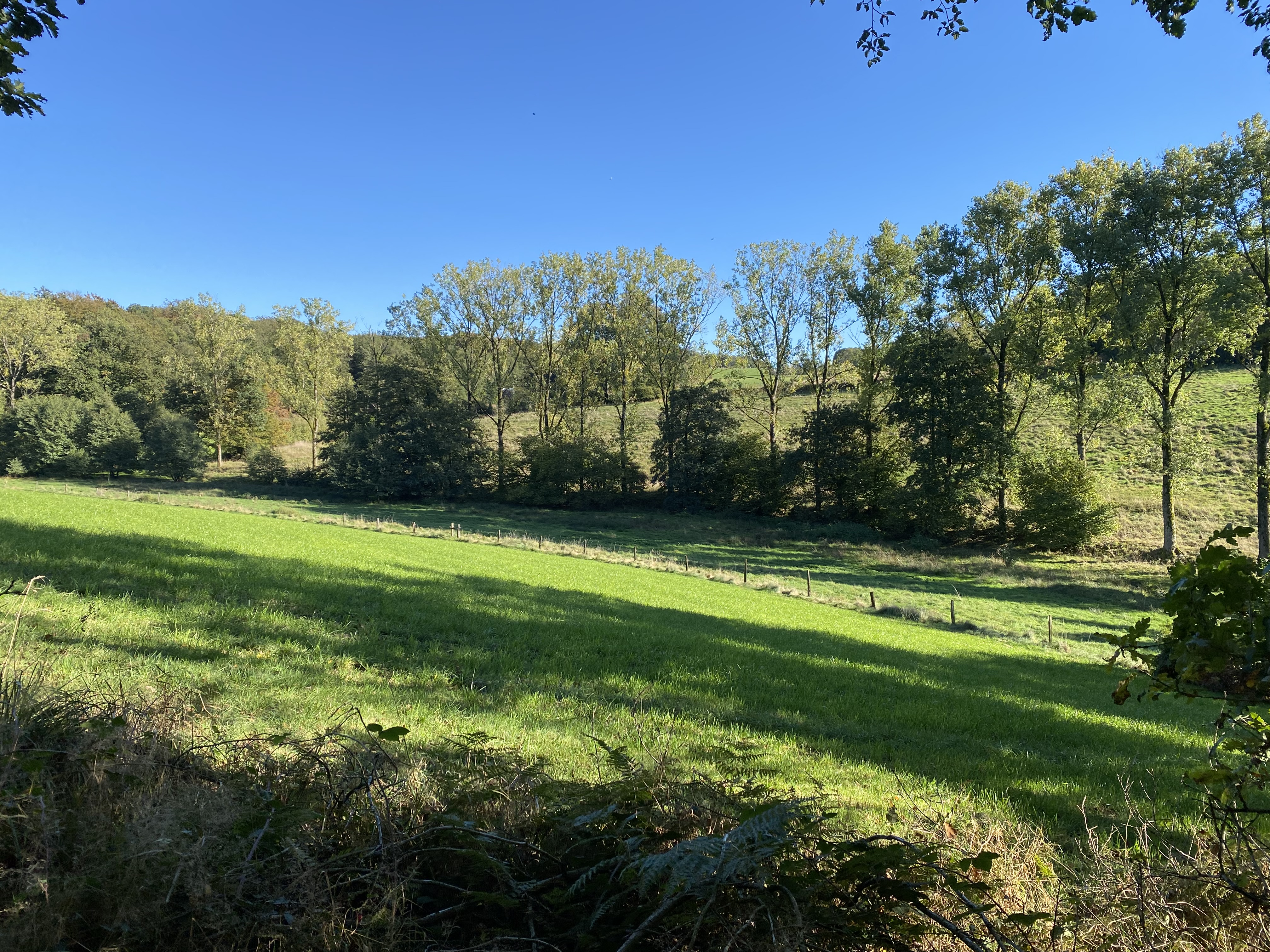
Beginn des NSG Brebachtal östl. der Hofschaft Brebach
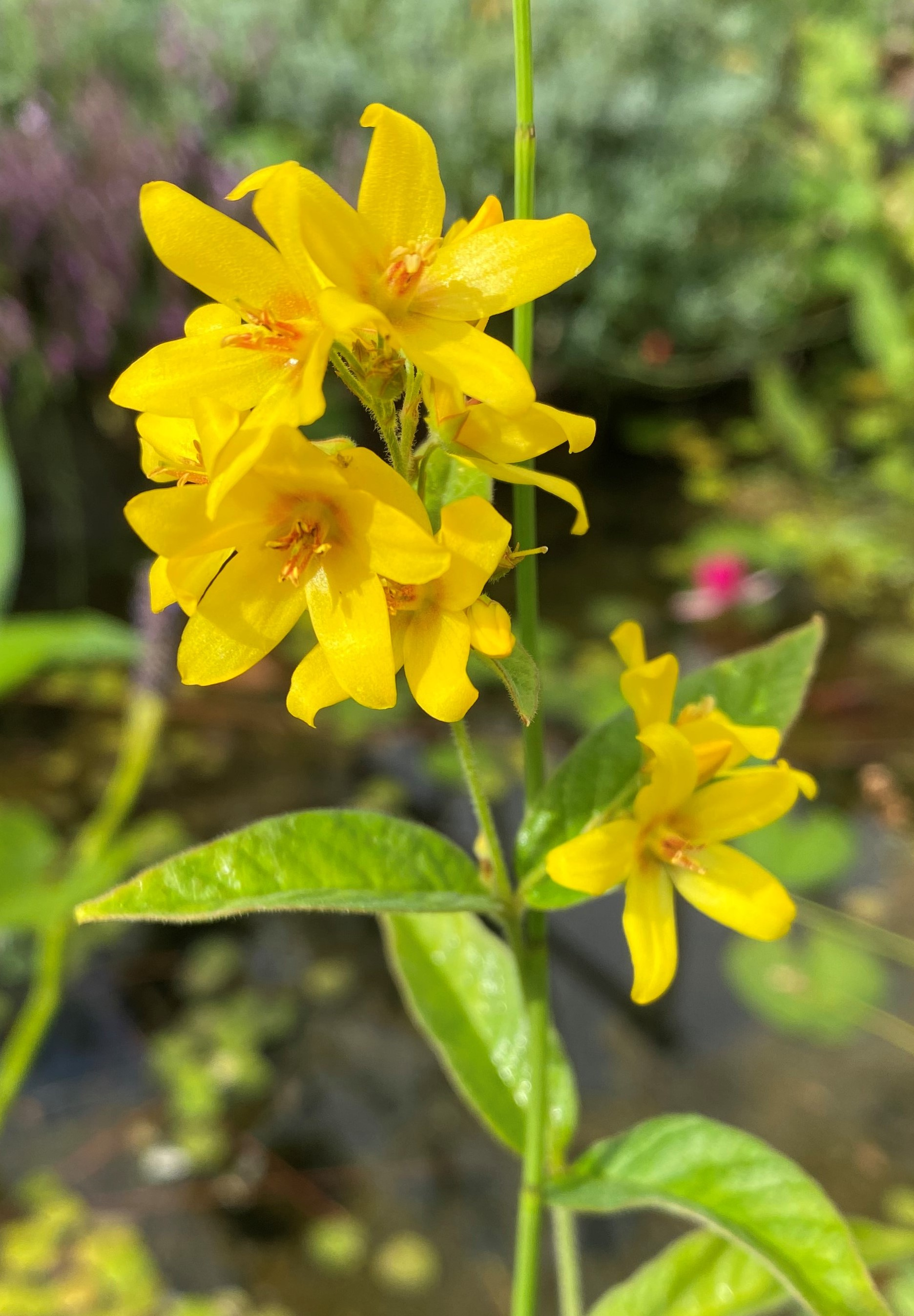
Gilbweiderich (Lysimachia vulgaris)
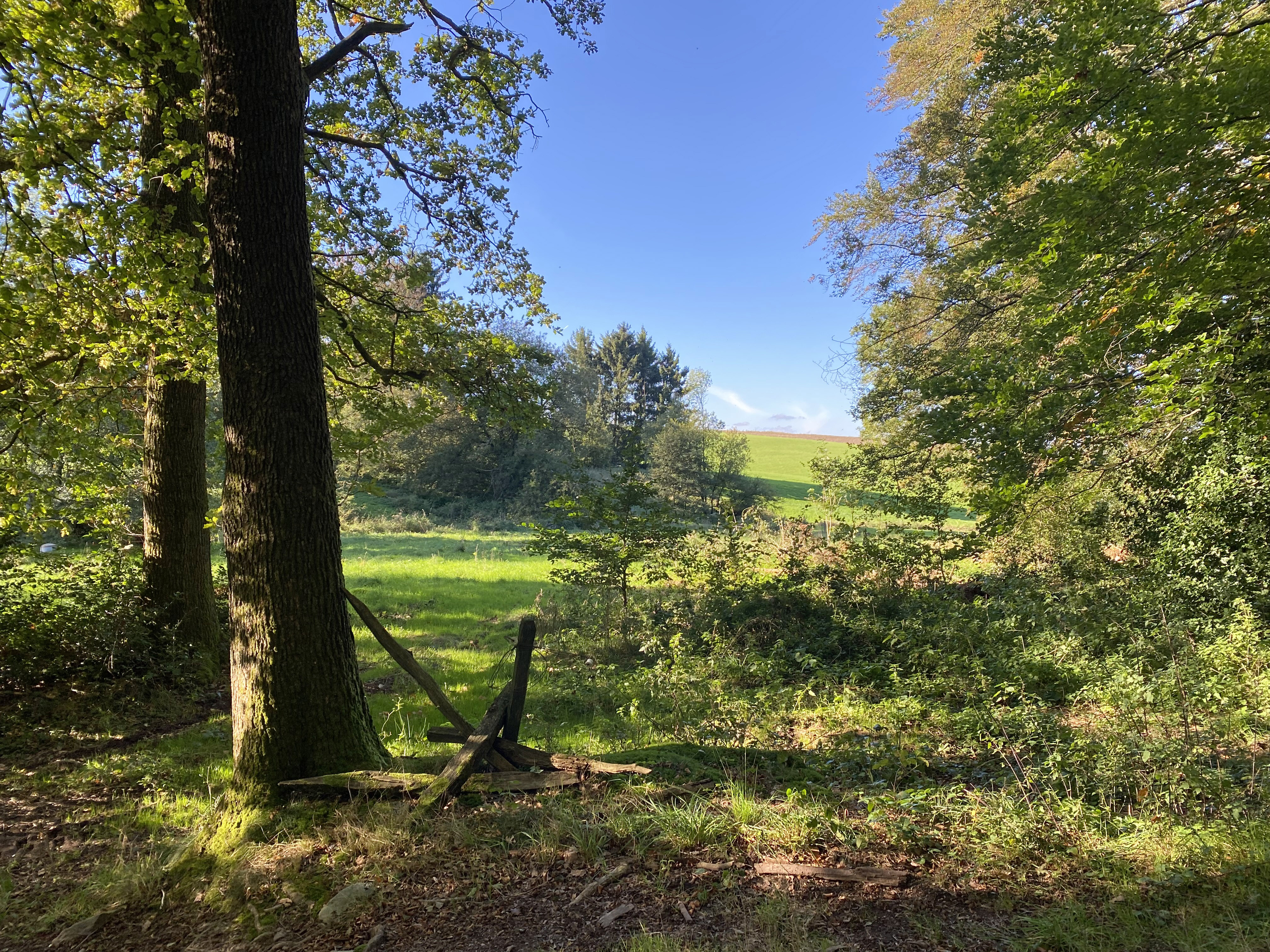
Brebachtal östl. der Hofschaft Brebach
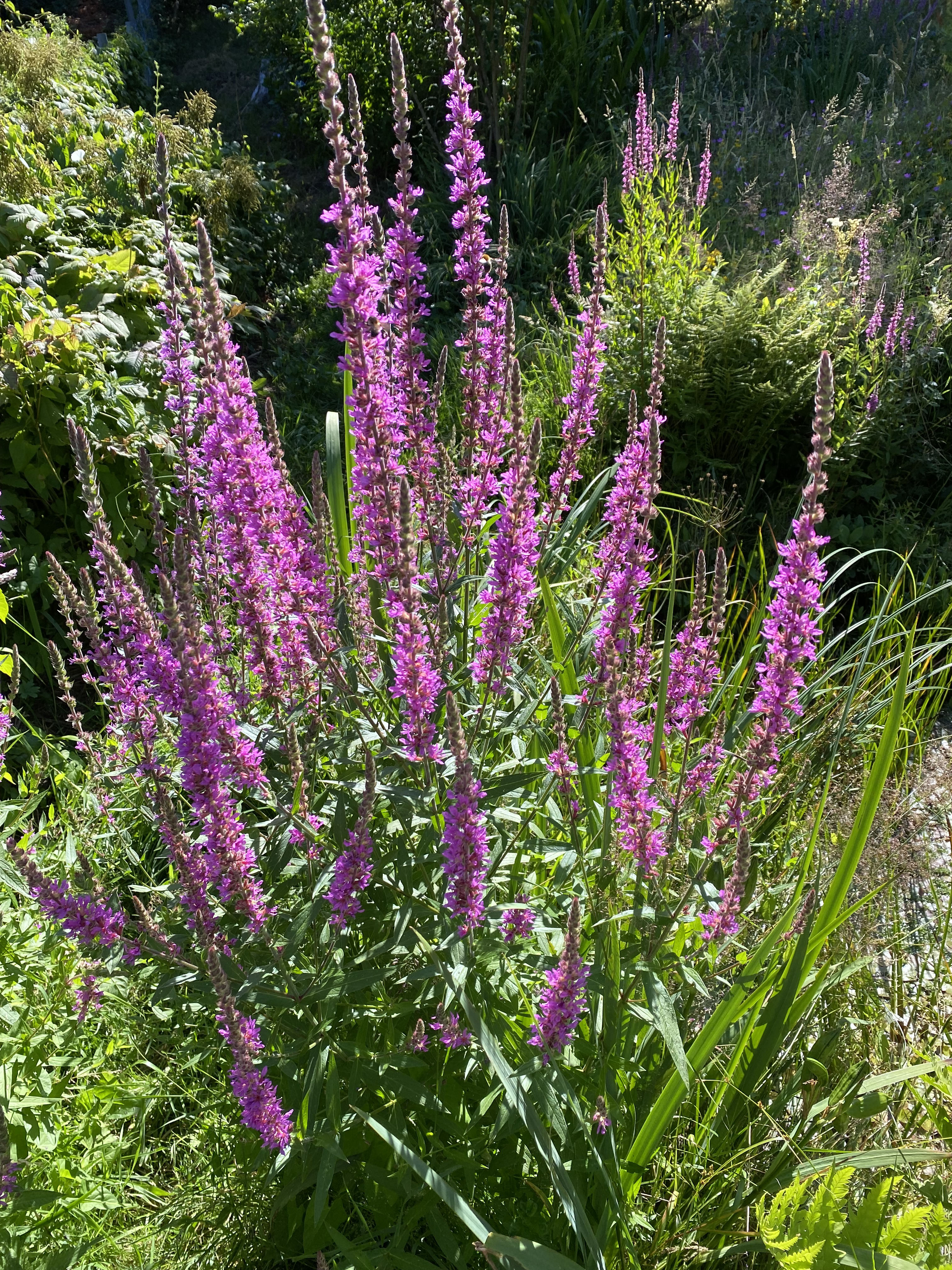
Blutweiderich (Lythrum salicaria)
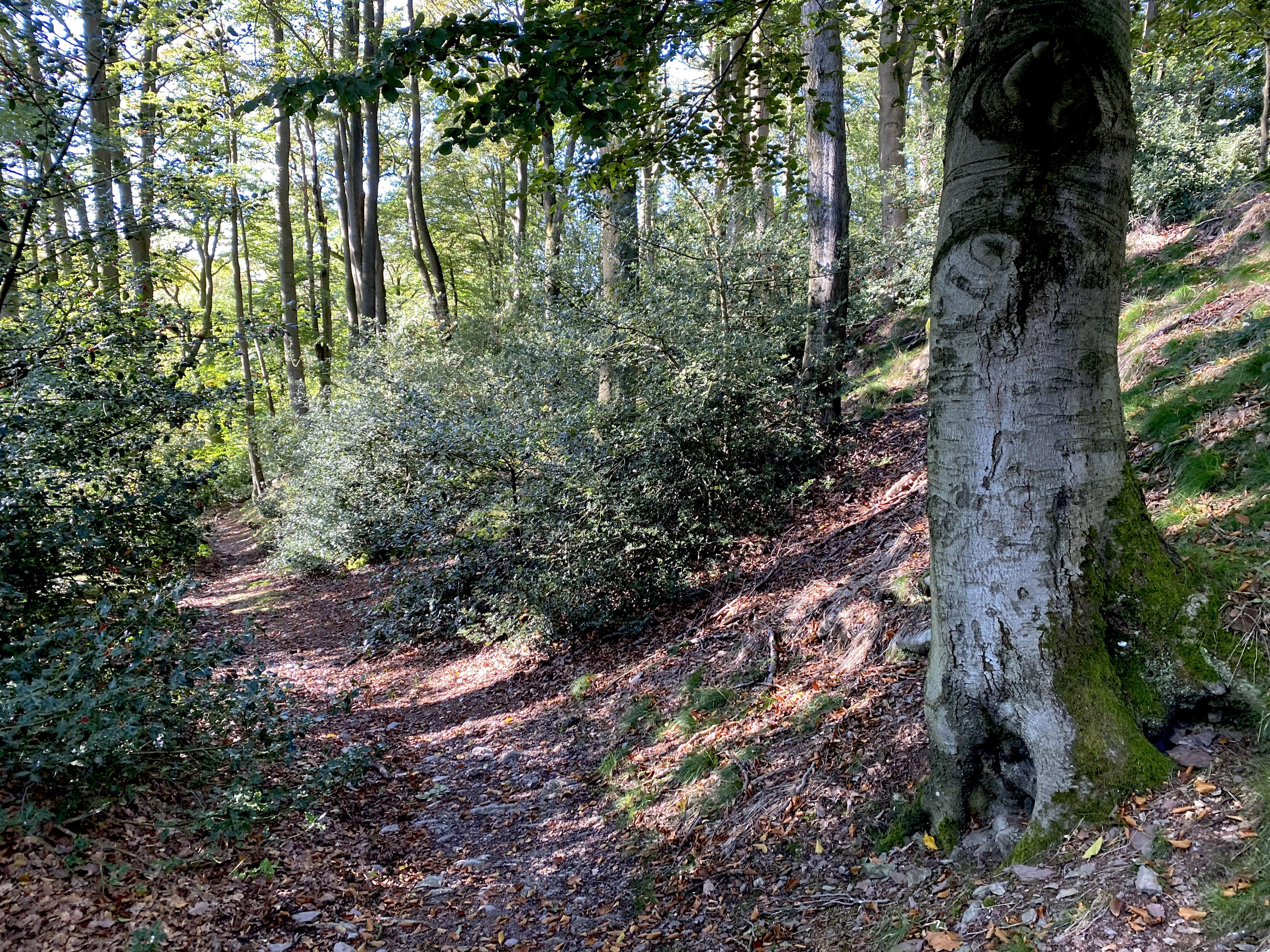
Buchenwald mit Stechpalme östl. der Hofschaft Brebach
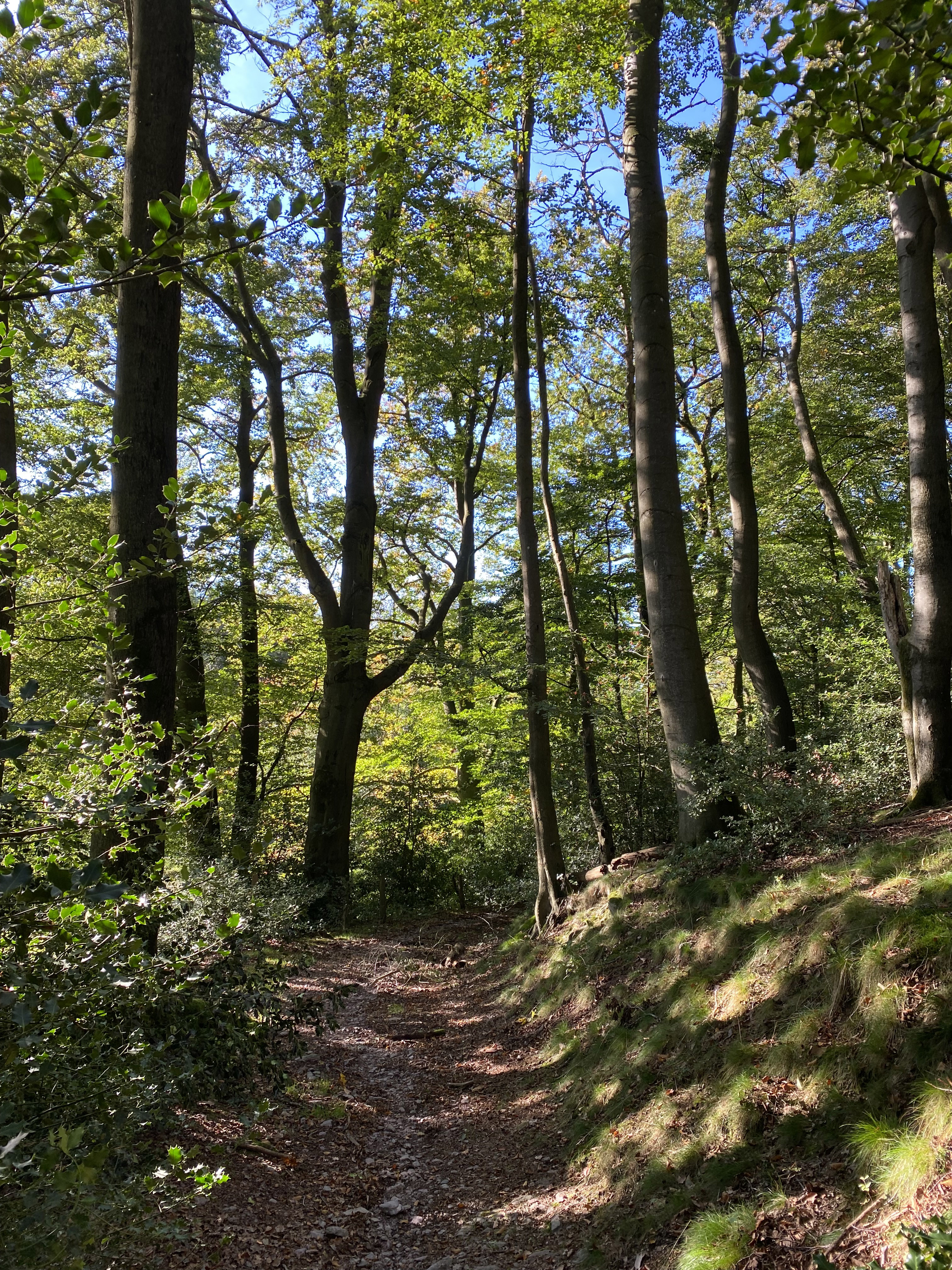
Buchenwald östl. der Hofschaft Brebach
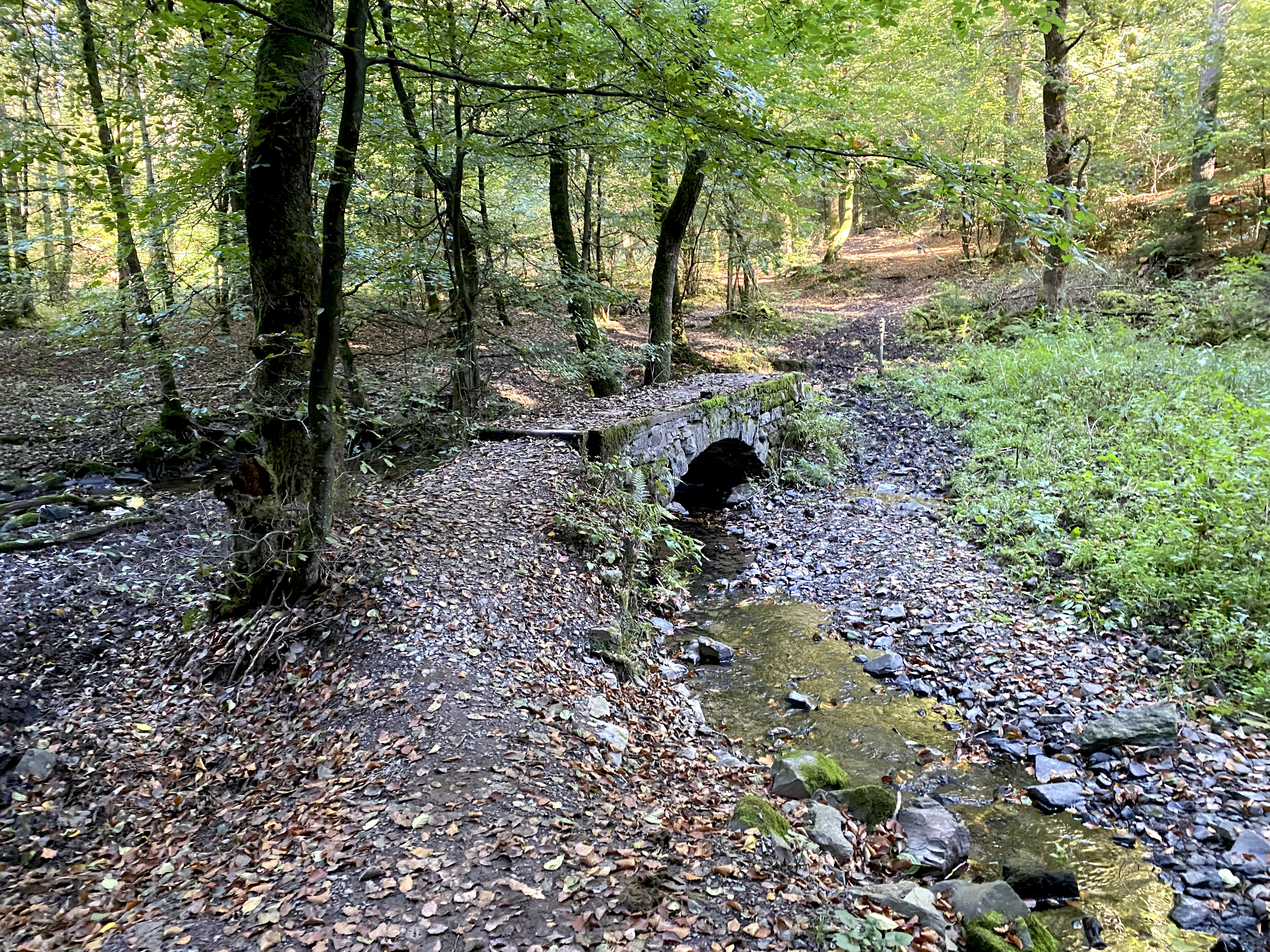
Brebach an der Mündung des Stöckenbaches
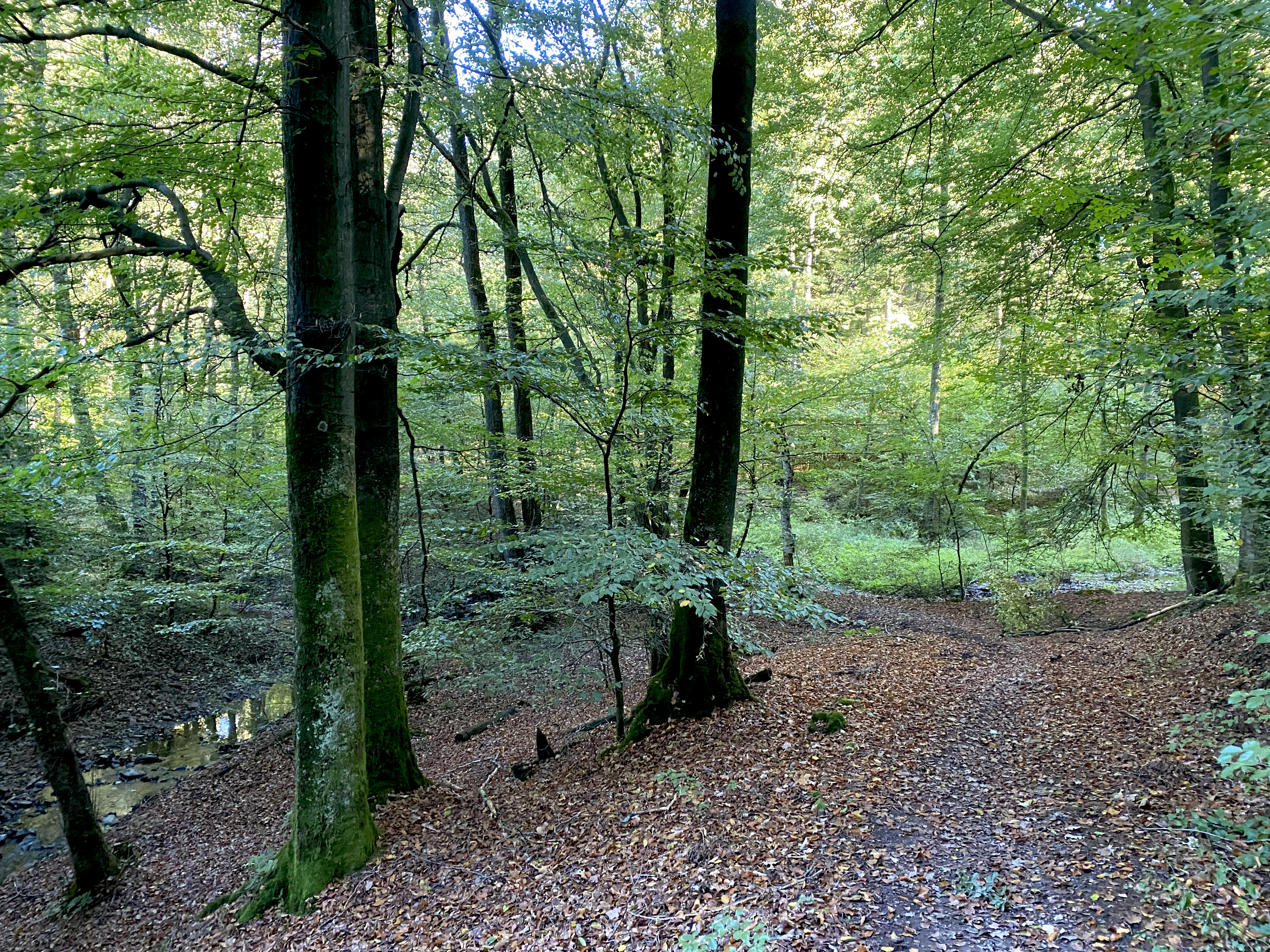
Buchenwald am Brebach
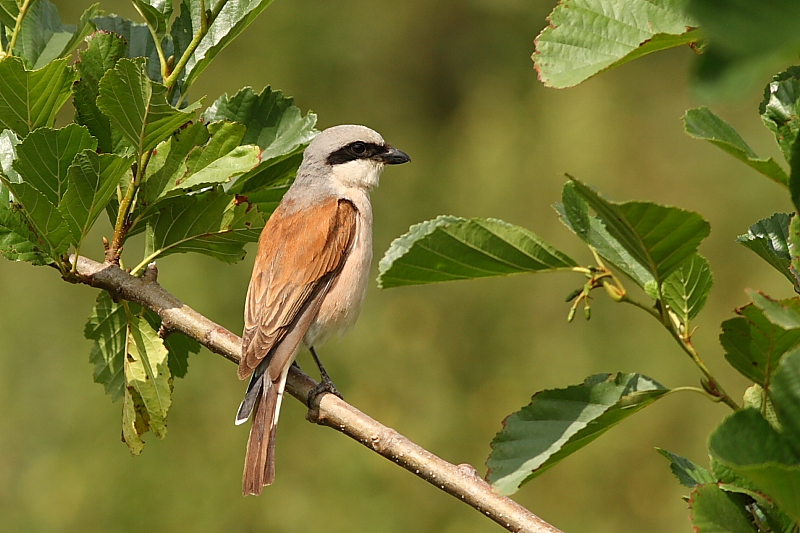
Neuntöter (Lanius collurio) – im NSG heimisch
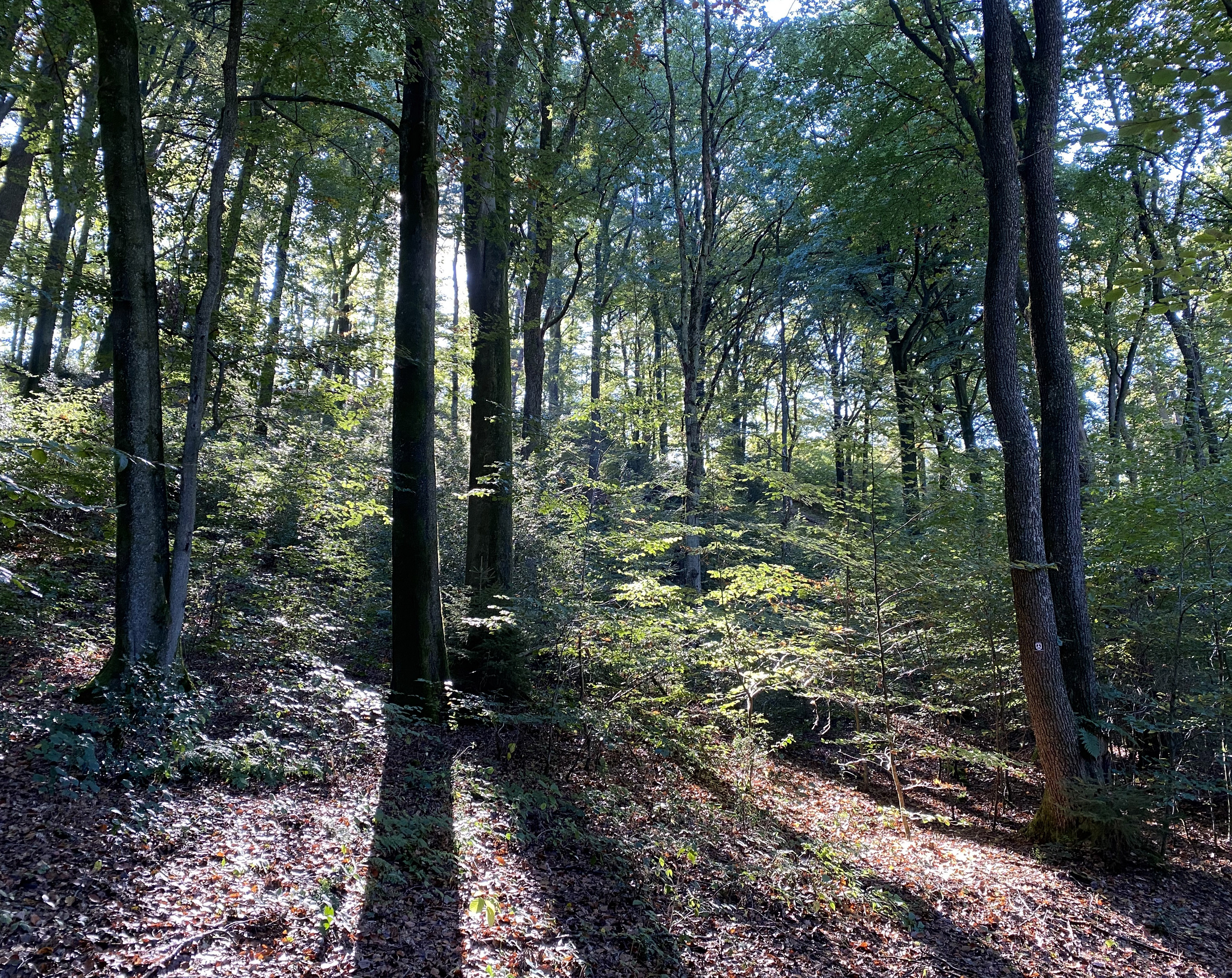
Buchenwald am Nordhang des Baumer Berges
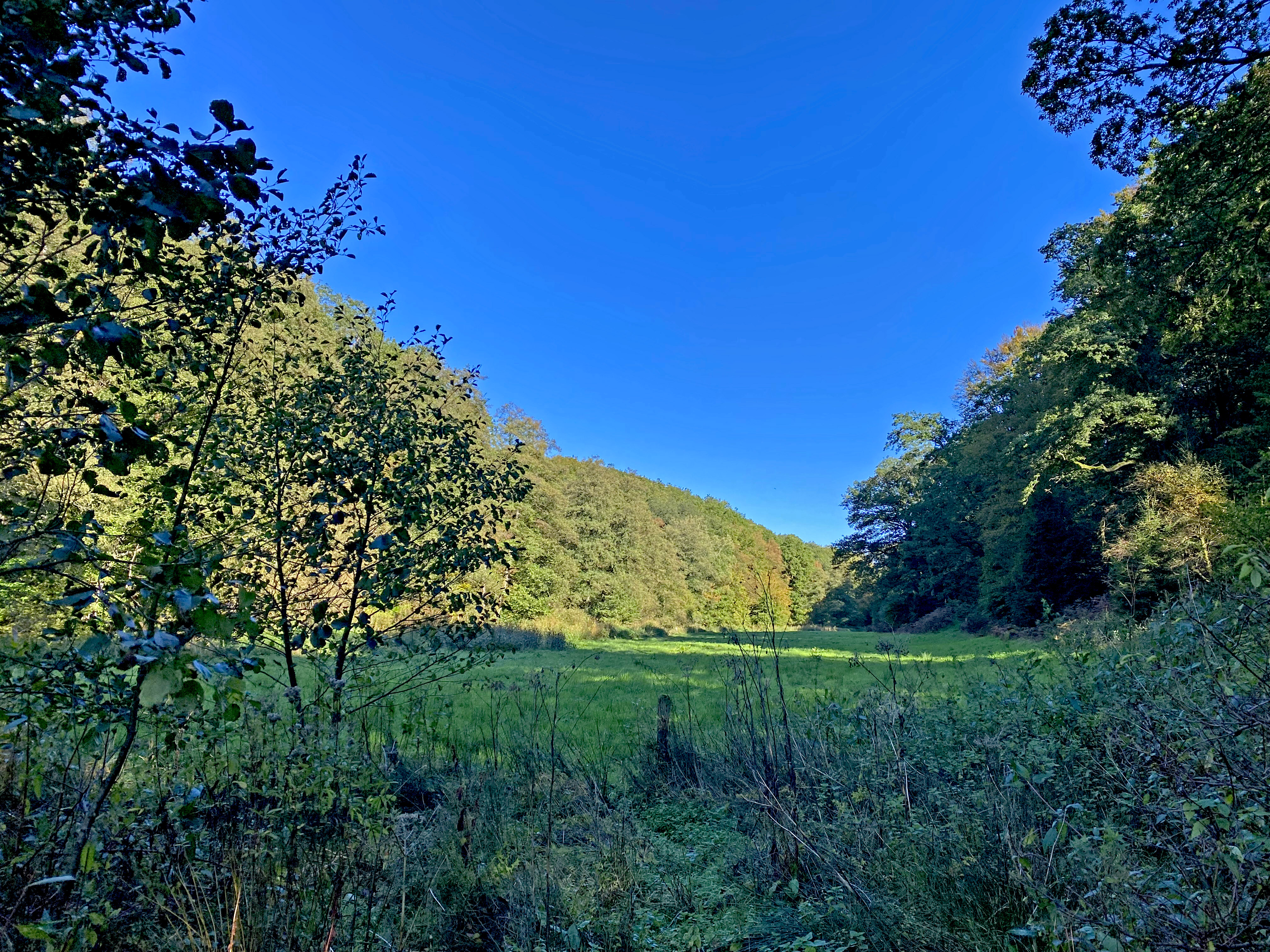
Auwiese – Brebach fließt am Waldrand
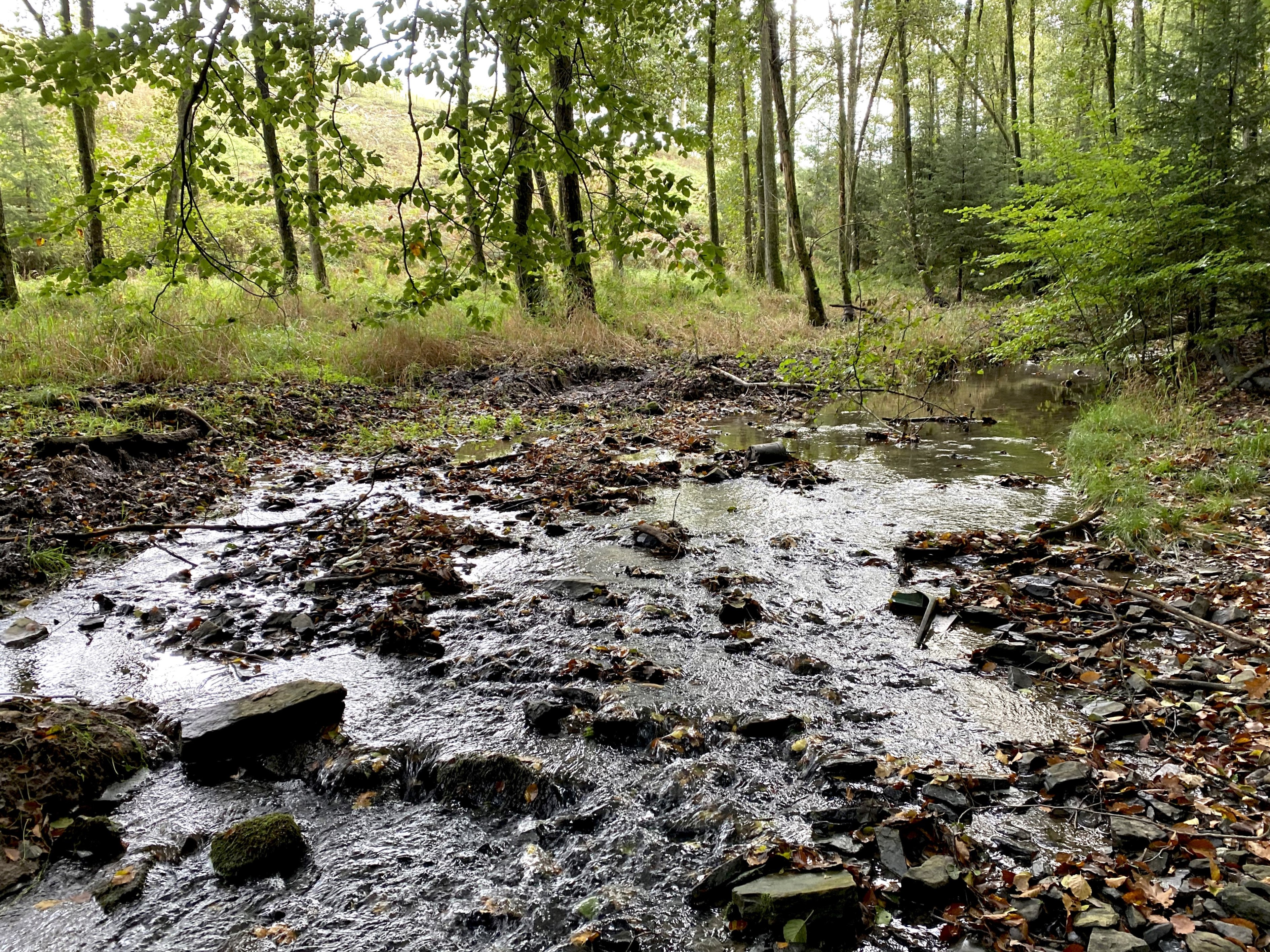
Brebach am Osthang des Baumer Berges
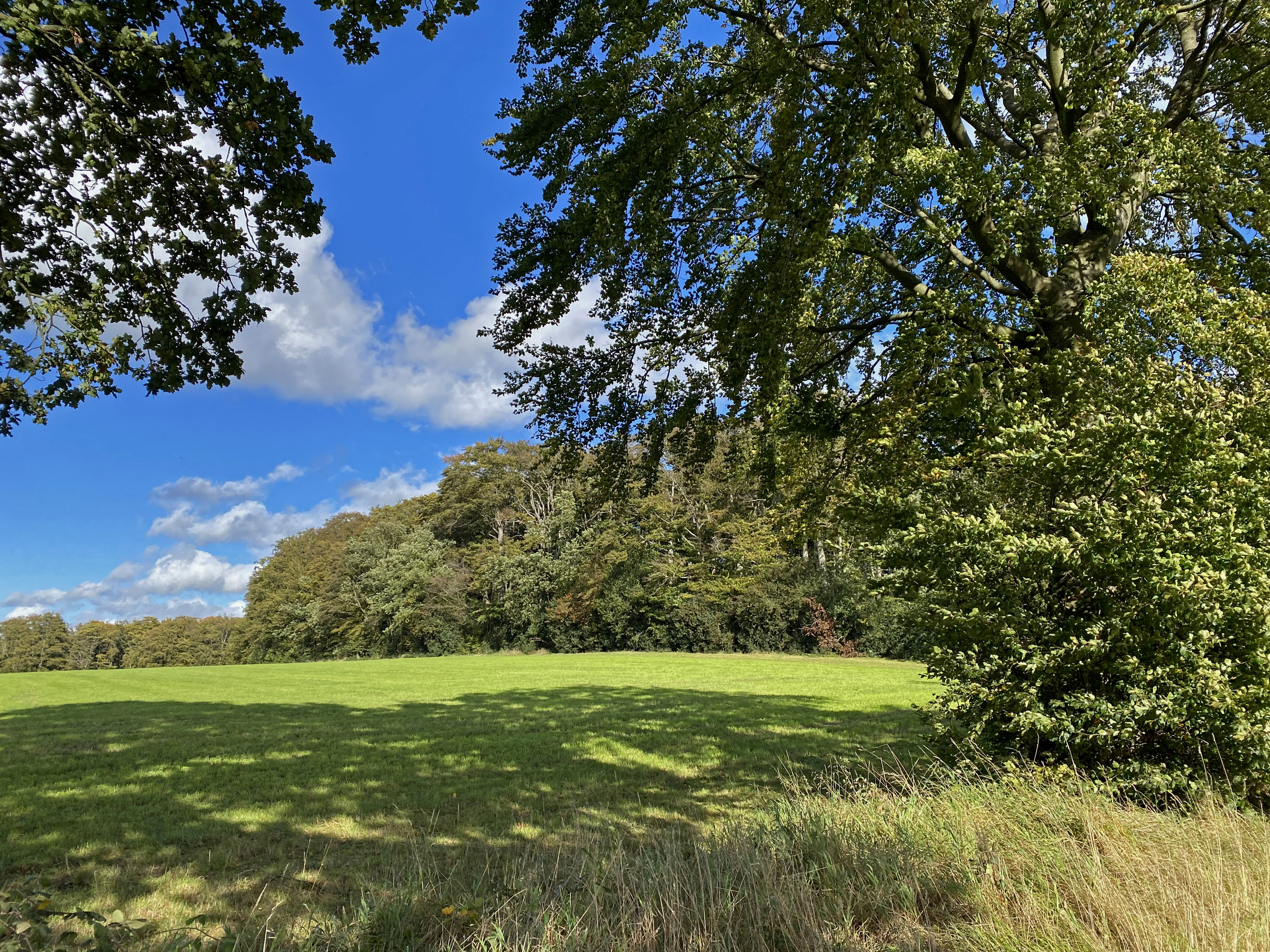
Blick von der Alten Landwehr auf den Kopf des Baumer Berges (319 m)